# Presunción (derecho)
Se denomina presunción, en derecho, a una ficción jurídica a través de la cual se establece un mecanismo legal automático que considera que un determinado hecho, o un determinado acontecimiento, se entiende probado simplemente por darse los presupuestos para ello. La presunción de hechos y derechos faculta a los sujetos a cuyo favor se da a prescindir de la prueba de aquello que se presume cierto open legis. Todo esto favorece de entrada a una de las partes del juicio (el que se beneficia de la presunción), que normalmente es el que se encuentra en una posición defensiva, y cuya verdad formal presumida, tendrá que ser destruida aportando para ello pruebas en contra por quien sostenga otra verdad distinta a la presumida. Por ejemplo, en los hijos nacidos durante el matrimonio, se presume la paternidad del marido, o los bienes muebles se presume que pertenecen a aquel que los tenga en posesión.

## Motivos para establecer presunciones
La necesidad de establecer presunciones va en lógica con la seguridad jurídica. Normalmente se establece que la persona que alega algo en un juicio debe probarlo, pero también se establecen presunciones específicas que derivan directamente de la ley.
Algunas presunciones derivan de derechos fundamentales acogidos dentro de la norma y de la seguridad jurídica, como por ejemplo la presunción de inocencia, que es la base de todo el derecho penal. Otras presunciones derivan de la necesidad que estima el legislador de favorecer a una de las partes en un juicio, dada su particular posición de debilidad. En esos casos, traspasa la carga de la prueba a la otra parte, favoreciendo a la parte débil en caso de un posible litigio.

## Presuncióniuris tantum
Una presunción iuris tantum es aquella que se establece por ley y que admite prueba en contra, es decir, permite probar la inexistencia de un hecho o derecho, a diferencia de las presunciones iuris et de iure de pleno y absoluto derecho, presunción que no admite prueba en contra, o dicho de otra forma, no es un valor consagrado, absoluto, sino que es un «juicio hipotético», que puede ser invertido acreditando que un acto es ilegítimo.
La mayoría de presunciones que se encuentran  en derecho son iuris tantum como por ejemplo: la presunción de legalidad de los actos administrativos, que pueden ser desvirtuados por el interesado demostrando que los mismos violan el orden jurídico. En algunos ordenamientos se les denomina presunciones simplemente legales. 

### Aplicaciones
Cuando la ley quiere asignar la carga de la prueba a alguien en particular en un litigio concreto, establece una presunción iuris tantum. Con ello, obliga a la persona que quiere vencer esa presunción a aportar las pruebas suficientes como para demostrar su falsedad.
Ejemplos:
- La ley entiende que quien tiene la posesión de un bien se presume que es su propiedad/propietario, alguien que quiera demostrar que la propiedad le pertenece deberá probarlo (con documentos, testigos, etc.).
- Las huelgas abusivas (en la legislación española): Aunque en principio hay un amplio reconocimiento del derecho de huelga, el legislador ha descartado aquellas modalidades de huelga que conllevan abuso o desproporción en los sacrificios mutuos de las partes, y que suponen un daño desmesurado para el destinatario de la medida de presión. Por ello se han declarado «actos ilícitos o abusivos» diversas modalidades de huelga. Si los huelguistas prueban la inexistencia de ese abuso la huelga no será ilegal (presunción iuris tantum).

## Presunción iuris et de iure
Una presunción absoluta, de hecho y de derecho, o iuris et de iure es aquella que se establece por ley y que no admite prueba en contrario, es decir, no permite probar que el hecho o situación que se presume es falso, a diferencia de las presunciones relativas, de ley, de solo derecho, o iuris tantum que se considera verdadero hasta que no se demuestre lo contrario.
Las presunciones iuris et de iure en derecho son excepcionales. En algunos ordenamientos se les denomina presunciones de derecho.

### Aplicaciones
La ley sólo utiliza este tipo de presunciones para casos muy particulares. Algunos ejemplos son:
- En algunos ordenamientos, las actas judiciales emitidas bajo la fe del Secretario Judicial gozan de valor probatorio pleno, esto es, son ciertas en todo su contenido iuris et de iure.
- En el ordenamiento jurídico colombiano, existe una presunción de Derecho según la cual los menores de 14 años no tienen la madurez suficiente para tomar decisiones concernientes a su vida sexual. Esta presunción no admite prueba en contrario, por lo que se trata de una del tipo iuris et de iure.